# Wohnhaus Alt-Buckow 37

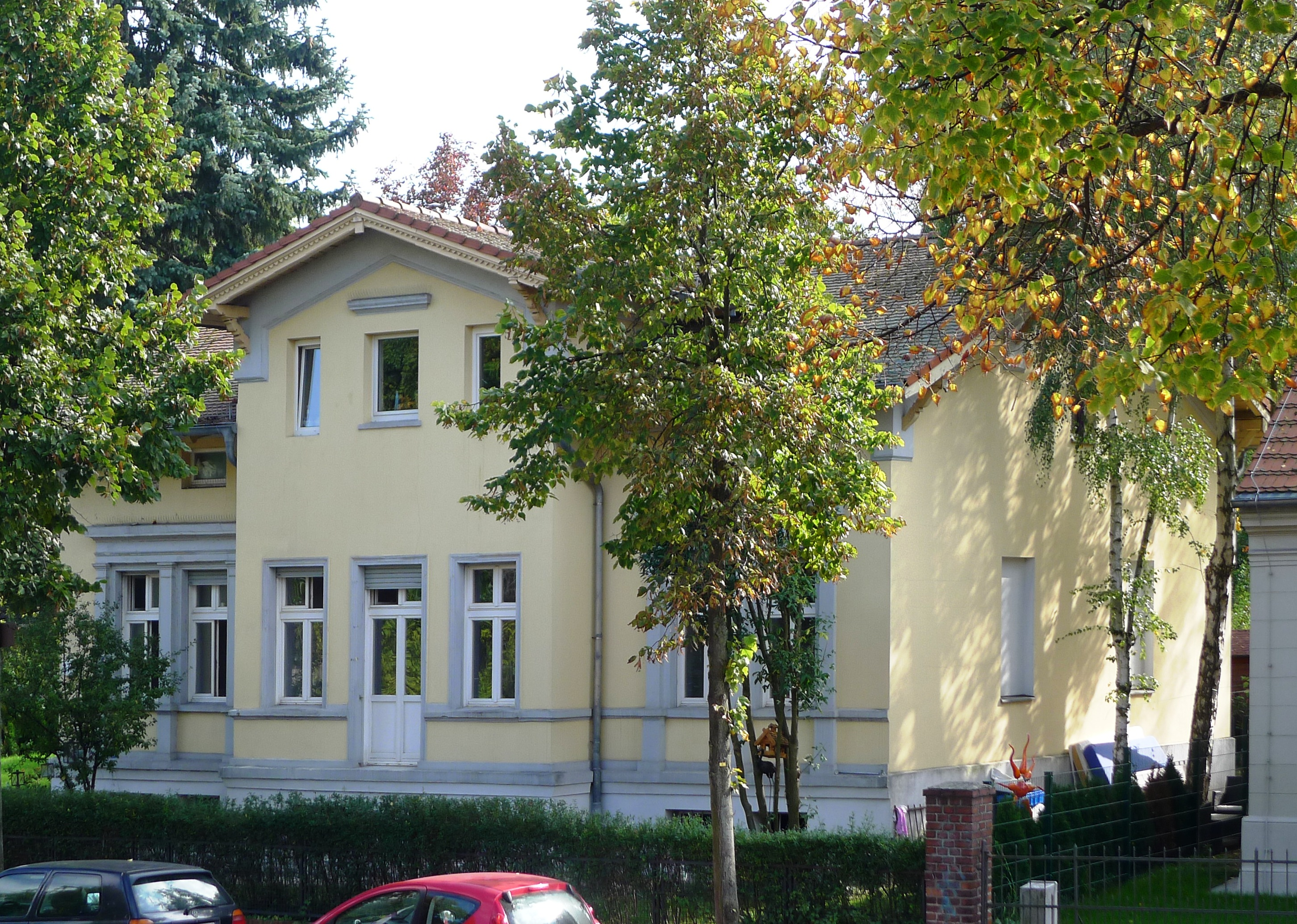
Alt-Buckow 37 (Berlin-Buckow)

Das Wohnhaus Alt-Buckow 37 ist ein denkmalgeschütztes Haus in der Straße Alt-Buckow in Berlin-Buckow.
Das Gebäude wurde 1867 erbaut und liegt in Alt-Buckow 37. Es wird auch Jagdzeugerhaus genannt und ist ein Berliner Kulturdenkmal (Nummer 09060091).
Bundesweit bekannt wurde es durch die Mieter aus dem Remmo-Clan, die im Frühjahr 2024 ausziehen mussten.